# Vestric-et-Candiac
Vestric-et-Candiac este o comună în departamentul Gard din sudul Franței. În 2009 avea o populație de 1.352 de locuitori.

## Evoluția populației
| An        | 1975 | 1982 | 1990  | 1999  | 2006  | 2009  |
| --------- | ---- | ---- | ----- | ----- | ----- | ----- |
| Populație | 503  | 654  | 1.001 | 1.324 | 1.328 | 1.352 |